# ميخائيل لونش (دراج)
ميخائيل لونش (بالإنجليزية: Michael Lynch) هو دراج أسترالي، ولد في 12 أبريل 1963 في ملبورن في أستراليا.

## وصلات خارجية
- مايكل لينش على موقع أرشيف الدراجات (الإنجليزية)
- مايكل لينش على موقع إحصائيات الدراجات الإحترافية (الإنجليزية)
- مايكل لينش على موقع أوليمبيديا (الإنجليزية)
- مايكل لينش على موقع اللجنة الأولمبية الأسترالية (الإنجليزية)